# Австразія
Австразія (Austrasia, Austria) — за Меровінгів (VI–VIII століття) східна частина франкської держави, на протилежність західній частині Нейстрії. Пізніше за Каролінгів називалася Francia Orientalia. Межами Австразії умовно були річка Маас, Арденни та Вогези. Головні міста — Мец і Реймс.

## Назва
Назва Австразія не дуже підтверджена в період Меровінгів. Це латинізація давньофранцузького імені, записаного спочатку Григорієм Турським в с. 580 р. н. е., а потім Айоін Флері в с. 1000 н. е. Як і в назві Австрія, воно містить слово «схід», тобто означає «східна земля» для позначення вихідної території франків на відміну від Нойстрії, «нова західна земля» на північній Галлії завоювалася під час заходу в битві при Суассоні 486.

## Географія
Австразія була зосереджена на Середньому Рейні, включаючи басейни Мозеля, Майна і річки Мейс. Вона межує з Фризією та Саксонією на півночі, Тюрінгією на сході, Швабією і Бургундією на півдні, а також з Нейстрією та Фландрією на заході.
Метц служив столицею Австразії, хоча деякі австразійські королі керували з Реймсу, Тріра та Кельна. Інші важливі міста включали Верден, Вормс і Шпаєр. Фульдський монастир був заснований у східній Австразії в останнє десятиліття періоду Меровінгів.
У Середньовіччі його територія розподілялася між Лотаринзьким і Франконським герцогствами в Німеччині, з деякими західними частинами, включаючи Реймс і Ретел, що відносилися до Франції.
Її точні кордони були дещо рідкі за всю історію франкських суб-королівств, але Австразії може  приблизно відповідати територія сучасного Люксембургу, частини східної Бельгії, північно-східної Франції (Лотарингія і Шампань-Арденна), західно-центральна Німеччина (Рейнланд, Гессен і Франконія) і південні Нідерланди (Лімбург, Північний Брабант з виразністю на північ від Рейну, включаючи Утрехт та частини Гелдерланду).

## Історія

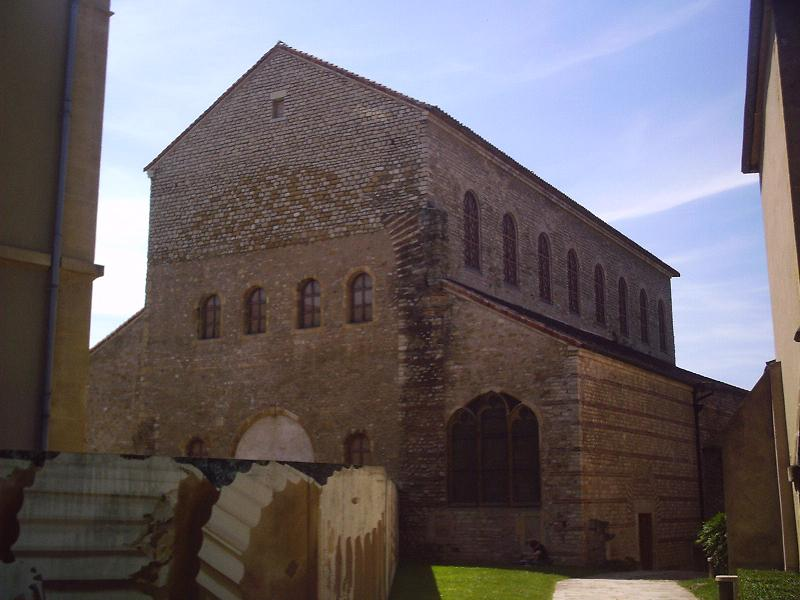
Стародавня базиліка Сен-П'єр-Оу-Ноннеї з IV століття в Меці, столиці королівства Австразії

Після смерті франкського короля Хлодвіга I в 511 р. четверо його синів розділили своє королівство між собою, Теудер отримав землі, які мали стати Австразією. Похідна від Теудеріка лінія королів управляла Австразією до 555 року, коли вона була об'єднана з іншими франкськими королівствами Хлотара I, котрий успадкував усі франкські царства до 558 року. Він перерозподілив франкську територію серед своїх чотирьох синів, але ці чотири королівства об'єднувалися в три з моменту смерті Харіберт I в 567 році: Австразія під Сігертом І, Нойстрія під Чилеріком I і Бургундія під Гунтремом. Ці три королівства визначили політичний поділ Франції до появи Каролінгів і навіть після цього.
З 567 р. до загибелі Сігіберта II в 613 р. Нейстрія та Австразія змагалися майже завжди, а Бургундія грала миротворця між ними. Ця боротьба досягла своєї кульмінації в війнах між Брунгільдою і Фредегондою, маток відповідно Австразії та Нейстрії. Нарешті, у 613 році повстання дворянства проти Брунгільди побачив, як її зрадили і передали її племінникові та ворогу в Нойстрії, Хлотарі II. Хлотар тоді взяв на себе контроль над двома іншими королівствами і створив єдине франкське королівство зі своєю столицею в Парижі. У цей період з'являються перші мажори Domus або мери палацу з'явився ці чиновники діяли як посередники між королем і людьми в кожному царстві. Перші австразькі мери вийшли з сім'ї Піппінідів, які пройшли повільне, але постійний підйом, поки вони зрештою не перемістили Меровінгів на престол.
У 623 р. австразійці просили Хлотаря II за свого власного короля, і він призначив свого сина Дагоберта I панувати над ними з Піпіном Лендена як регентом. Уряд Дагоберта в Австразії був широко захоплений. У 629 році він успадкував Нойстрію та Бургундію. Австразією знов було знехтувано, поки в 633 році люди не зажадали від королівського сина як свого власного короля. Дагоберт виконав і відправив старшого сина Сігіберта III до Австразії. Історики часто класифікують Сігіберта як першого короля чи нічого короля династії Меровінгів. У його суді переважали мери. У 657 році міський голова Грімоальду Старшому вдалося поставити свого сина Childebert Adopted на престолі, де він залишався до 662 року. Пізніше Австразія була переважно королівством арнольфських міст палацу та їхньої бази сили. У битві за Тертрі в 687 р. Піпін з Герасталя переміг у Нейвстрійського короля Теудеріка III і встановив його мерію над усіма франкськими королівствами. Саме сучасники вважали це початком свого «царювання». Це також означало панування Австразії над Нойстрією, яке триватиме до кінця епохи Меровінгів.

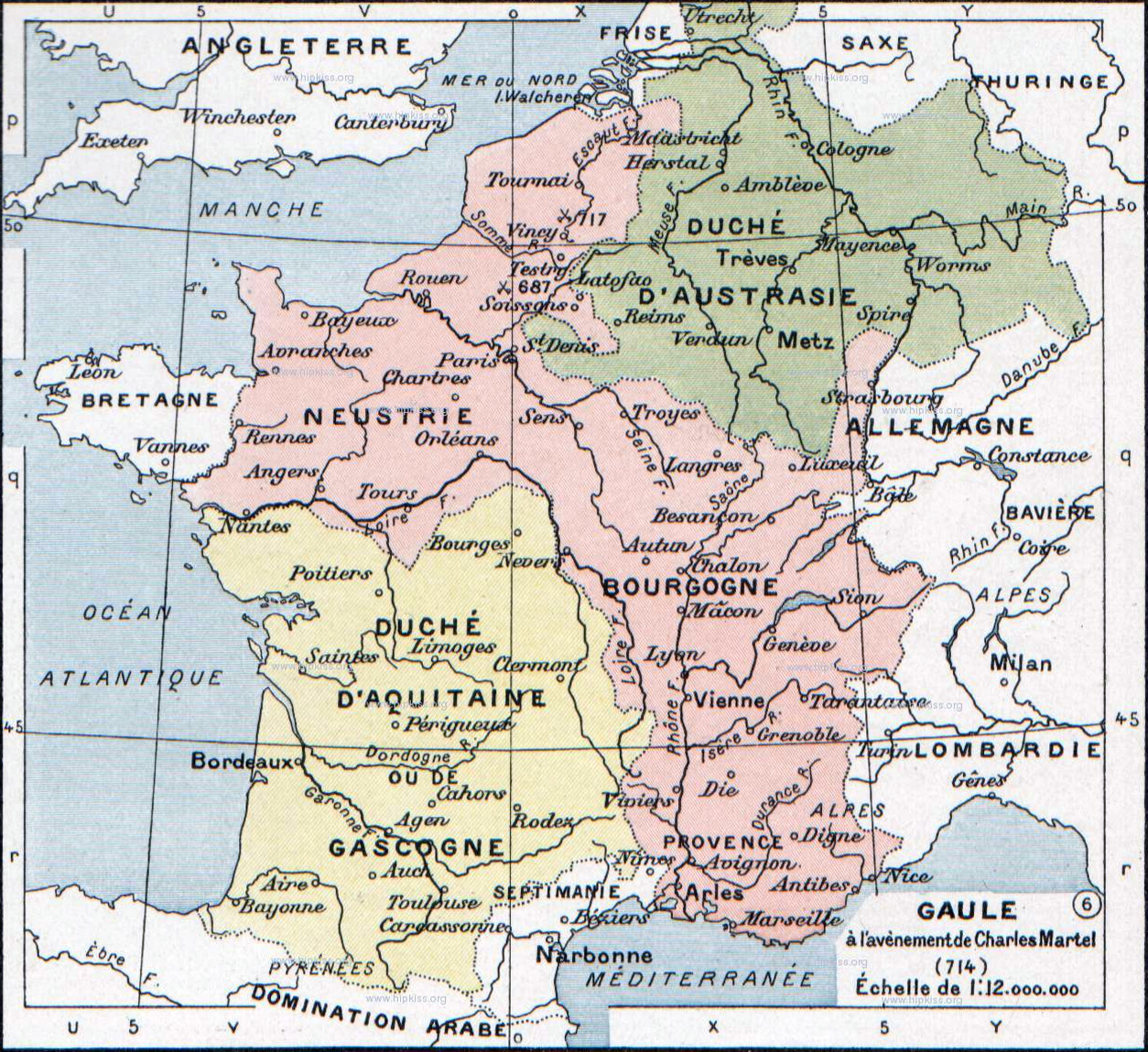
Карта Франції в 714 році (Австразія показана зеленим кольором)

У 718 році Карл Мартел, підтримуючи Австразію у своїй війні з Нойстрією, кожна територія, яка намагається об'єднати Францію під їх гегемонією, призначила Хлотара IV, щоб керувати Австразією. Це був останній франкський правитель, який не панував над усіма франками. У 719 році Франція була об'єднана постійно під австразійську гегемонію.
Під Каролінгів, а згодом Австразія іноді використовується як знаменник на схід від їх царства, Каролінгівської імперії. Це було використано як синонім для Східної Франції, хоча це неточно.

## Правителі

### Меровінзькі королі
- Теодоріх I, 511—533
- Теодеберт I, 533—548
- Теодебальд, 548—555
- Хлотар I, 555—561
- Сігіберт I, 561—575
- Хільдеберт II, 575—595
- Теодеберт II, 595—612
- Теодоріх II, 612—613
- Сігіберт II, 613
- Хлотар II, 613—623
- Дагоберт I, 623—634
- Сігіберт III, 634—656
- Хільдеберт Усиновлений, 656—661
- Хлотар III, 661—662
- Хільдерік II, 662—675
- Дагоберт II, 675—679
- Теодоріх III, 679—691
- Хлодвіг IV, 691—695
- Хільдеберт III, 695—711
- Дагоберт III, 711—715
- Хільперік II, 715—717
- Хлотар IV, 717—720
- Хільперік II, 720—721 (знову)
- Теодоріх IV, 721—737
- Хільдерік III, 743—751

### Мажордоми
- Гогон, 567—581
- Ванделен, з 581
- Гундульф, з 600
- Радон, 613—617
- Гуго, в 617
- Піпін Ланденський, 623—629
- Куніберт(інші мови), 631—634
- Адальгізель(інші мови), 633—639
- Оттон, 640—643
- Гримоальд I, 643—656
- Вульфоальд, 656—680
- Піпін Герістальський, 680—714
- Теодоальд, 714—715
- Карл Мартел, 715—741
- Піпін III Короткий, 741—751